# Гавриил Янкас
Гавриил (на гръцки: Γαβριήλ) е гръцки духовник, митрополит на Вселенска патриаршия.

## Биография
Роден е със светското име Янкас (Γιάγκας) в Янина в семейството на Георгиос Янкас, което произхожда от Парамития. Учи в училището Баланеа в Янина и след това в Букурещ, където е ръкоположен за дякон. От Букурещ заминава за Цариград.
Избран за гревенски митрополит. Заема поста от 1792 до 1806 година. Според друга версия заема поста в Гревена още в декември 1778 година. Споменава се в надпис на иконостаса в църквата „Вси Светии“ в село Турия, Гревенско. От 1792 година живее главно в Янина, столицата на пашалъка на Али паша, и управлява епархията на Гревена чрез помощник-епископи.
През септември 1806 година Гавриил е избран да оглави Лариската епархия, но продължава да живее в Янина, като управлява и тази епархия чрез викрен епископ. След това през септември 1810 година е избран от Светия синод, а през октомври 1810 година след патриаршески указ е избран и в Янина за митрополит на Янинската и Артенска епархия. На 28 юни 1813 година Навпактската и Артенска епархия е възстановена и титлата на митрополит Гавриил става само „Янински“.
Умира в август 1826 година в Янина.